# Rombies-et-Marchipont
Rombies-et-Marchipont és un municipi francès, situat a la regió dels Alts de França, al departament del Nord. L'any 2006 tenia 608 habitants. Limita al nord amb Quarouble, al nord-est amb Quiévrechain, a l'est amb Honnelles, al sud amb Sebourg, al sud-oest amb Estreux i a l'oest amb Onnaing.

## Demografia
| 1962                                       | 1968 | 1975 | 1982 | 1990 | 1999 | 2006 |
| ------------------------------------------ | ---- | ---- | ---- | ---- | ---- | ---- |
| 454                                        | 484  | 463  | 575  | 613  | 569  | 608  |
| Des de 1962: població sense dobles comptes |      |      |      |      |      |      |

## Administració
| Període | Identitat | Partit |
| ------- | --------- | ------ |
| 2001-   | Guy Huart |        |